# Świętokrzyska Golgota
Świętokrzyska Golgota – Janowi Pawłowi II z miłością – oratorium Piotra Rubika. Album koncertowy ukazał się 5 listopada 2004 roku nakładem wytwórni muzycznej Jedność. Jest to pierwsza część Tryptyku Świętokrzyskiego. 8 maja 2006 roku ukazała się dwupłytowa reedycja płyty nakładem wytwórni muzycznej Magic Records.
Reedycja z 2006 uzyskała status platynowej płyty.
Autorem libretta jest Zbigniew Książek, a muzykę skomponował Piotr Rubik. Warstwę wokalną na standardowej wersji płyty stanowią: Katarzyna Groniec, Dorota Marczyk, Robert Janowski, Andrzej Biegun, Michał Bajor, jako narratorzy wystąpili Paweł Deląg i Michał Bajor. Natomiast na reedycji płyty wokal stanowią: Joanna Słowińska, Bogna Woźniak, Janusz Radek, Maciej Miecznikowski, jako narrator Jan Nowicki.

## Powstanie
Jest to pierwsze z trzech oratoriów wchodzących w skład, powstałego z inicjatywy prezydenta miasta Kielc Wojciecha Lubawskiego, Tryptyku Świętokrzyskiego (Kieleckiego), do których słowa napisał Zbigniew Książek, a muzykę skomponował warszawski kompozytor Piotr Rubik.
Świętokrzyska Golgota początkowo miała powstać w 2000 roku w celu uświetnienia Festiwalu Święty Krzyż 2000 w Kielcach. Miała posłużyć także jako promocja miasta Kielc i regionu świętokrzyskiego. Muzyka do już napisanych słów libretta Zbigniewa Książka miała zostać skomponowana przez Stanisława Radwana. Jednakże narastająca różnica zdań obu autorów dotycząca wykonania oratorium spowodowała, że prace nad projektem zostały wstrzymane. Po czterech latach wykonania strony muzycznej podjął się warszawski kompozytor Piotr Rubik.

## Informacje o wydawnictwie

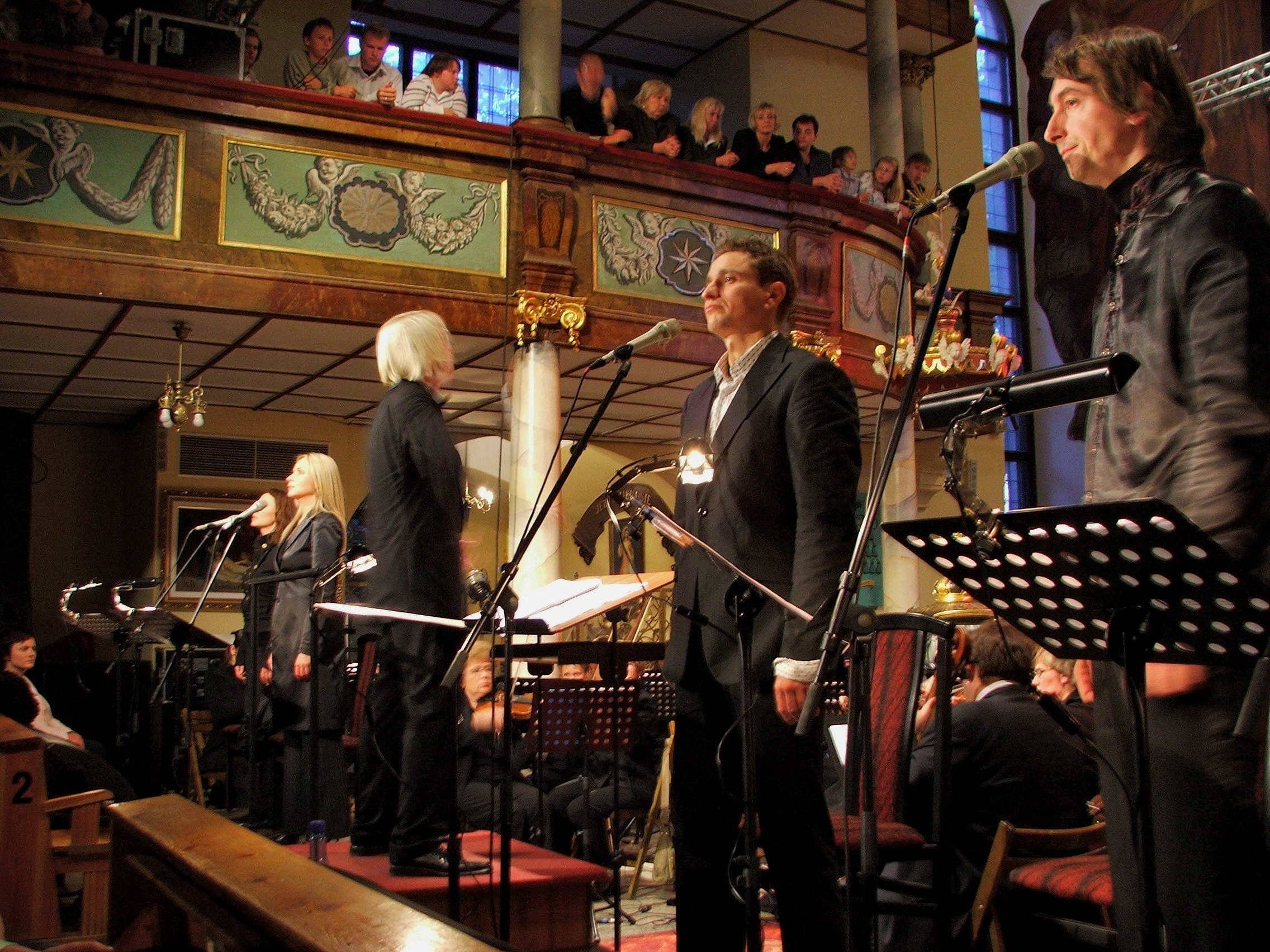
Zdjęcie wykonane podczas koncertu Świętokrzyska Golgota.

Płyta została zarejestrowana podczas premiery oratorium w bazylice katedralnej w Kielcach w dniu 6 kwietnia 2004 roku. W trakcie koncertu wystąpili: Piotr Rubik jako dyrygent, Dorota Jarema, Katarzyna Groniec, Michał Bajor, Robert Janowski i Andrzej Biegun jako soliści, Paweł Deląg w roli konferansjera oraz Chór Instytutu Edukacji Muzycznej Akademii Świętokrzyskiej i Chór Kameralny Fermata przy akompaniamencie Orkiestry Symfonicznej Filharmonii Świętokrzyskiej im. Oskara Kolberga w Kielcach.
Reedycja płyty została zarejestrowana podczas koncertu symfonicznego w kościele św. Katarzyny w Krakowie w dniu 7 października 2004 roku. Podczas koncertu wystąpili: Piotr Rubik jako dyrygent, Bogna Woźniak, Joanna Słowińska, Maciej Miecznikowski oraz Janusz Radek jako soliści, Jan Nowicki jako narrator, oraz Orkiestra Filharmonii im. Karola Szymanowskiego w Krakowie, Chór Instytutu Edukacji Muzycznej Akademii Świętokrzyskiej i Chór Kameralny Fermata.

## Lista utworów

### Pierwsza wersja
| Nr  | Tytuł utworu                                                                 | Słowa            | Muzyka      | Długość |
| --- | ---------------------------------------------------------------------------- | ---------------- | ----------- | ------- |
| 1.  | „Co ma przeminąć to przeminie” (śpiew: Michał Bajor)                         | Zbigniew Książek | Piotr Rubik | 3:26    |
| 2.  | „Prolog”                                                                     |                  | Piotr Rubik | 4:15    |
| 3.  | „Powstał człek” (śpiew: Dorota Marczyk)                                      | Zbigniew Książek | Piotr Rubik | 3:05    |
| 4.  | „Trzy krzyże” (śpiew: Katarzyna Groniec)                                     | Zbigniew Książek | Piotr Rubik | 3:05    |
| 5.  | „Żywym nie dane...” (śpiew: Dorota Marczyk i Robert Janowski)                | Zbigniew Książek | Piotr Rubik | 2:18    |
| 6.  | „Kto nie bierze swego krzyża” (śpiew: Katarzyna Groniec)                     | Zbigniew Książek | Piotr Rubik | 3:38    |
| 7.  | „Trzeciego dnia odbyło się wesele” (śpiew: Robert Janowski i Andrzej Biegun) | Zbigniew Książek | Piotr Rubik | 1:53    |
| 8.  | „Opuści człowiek ojca, matkę” (śpiew: Andrzej Biegun)                        | Zbigniew Książek | Piotr Rubik | 4:09    |
| 9.  | „Oblubienica i Oblubieniec” (śpiew: Katarzyna Groniec i Robert Janowski)     | Zbigniew Książek | Piotr Rubik | 4:14    |
| 10. | „Śmierć i trzy druhny z Kany Galilejskiej” (śpiew: Dorota Marczyk)           | Zbigniew Książek | Piotr Rubik | 2:26    |
| 11. | „Szatański, weselny chichot” (śpiew: Andrzej Biegun)                         | Zbigniew Książek | Piotr Rubik | 3:16    |
| 12. | „A oni wierzyć w to nie chcieli” (śpiew: Dorota Marczyk)                     | Zbigniew Książek | Piotr Rubik | 3:24    |
| 13. | „Drugi list do świętego Pawła” (śpiew: Katarzyna Groniec)                    | Zbigniew Książek | Piotr Rubik | 4:20    |
| 14. | „Ślub w Sanktuarium Drzewa Krzyża Świętego” (śpiew: wszyscy soliści)         | Zbigniew Książek | Piotr Rubik | 2:53    |
| 15. | „Oblubieniec” (śpiew: Robert Janowski)                                       | Zbigniew Książek | Piotr Rubik | 3:25    |
| 16. | „Uczta weselna w Słupi Nowej” (śpiew: wszyscy soliści)                       | Zbigniew Książek | Piotr Rubik | 3:40    |
| 17. | „Przyśpiewka orszaku weselnego” (śpiew: chór)                                | Zbigniew Książek | Piotr Rubik | 1:51    |
| 18. | „Ten nie może być moim uczniem...” (śpiew: Andrzej Biegun)                   | Zbigniew Książek | Piotr Rubik | 4:42    |
| 19. | „Śmierć i cztery pory roku” (śpiew: Robert Janowski)                         | Zbigniew Książek | Piotr Rubik | 2:35    |
| 20. | „Świętokrzyska Golgota” (śpiew: wszyscy soliści)                             | Zbigniew Książek | Piotr Rubik | 2:54    |
| 21. | „Co ma przeminąć to przeminie” (śpiew: Michał Bajor)                         | Zbigniew Książek | Piotr Rubik | 3:22    |
|     |                                                                              |                  |             | 1:08:51 |

### Reedycja
CD 1
| #   | Tytuł utworu                                                                    | Słowa            | Muzyka      | Czas  |
| --- | ------------------------------------------------------------------------------- | ---------------- | ----------- | ----- |
|     | Inwokacja                                                                       |                  |             |       |
| 1.  | „Zdumienie” (śpiew: Janusz Radek)                                               | Zbigniew Książek | Piotr Rubik | 5:12  |
|     | Część I – Krzyż                                                                 |                  |             |       |
| 2.  | Prolog części I (orkiestra)                                                     |                  | Piotr Rubik | 4:19  |
| 3.  | „Powstał człek” (śpiew: Bogna Woźniak)                                          | Zbigniew Książek | Piotr Rubik | 3:31  |
| 4.  | „Trzy krzyże” (śpiew: Joanna Słowińska)                                         | Zbigniew Książek | Piotr Rubik | 3:14  |
| 5.  | „Żywym nie dane” (śpiew: Bogna Woźniak i Janusz Radek)                          | Zbigniew Książek | Piotr Rubik | 2:43  |
| 6.  | „Kto nie bierze swego krzyża” (śpiew: Joanna Słowińska)                         | Zbigniew Książek | Piotr Rubik | 3:59  |
|     | Część II – Weselne Gody w Kanie Galilejskiej                                    |                  |             |       |
| 7.  | Prolog części II (orkiestra)                                                    |                  | Piotr Rubik | 3:44  |
| 8.  | „Trzeciego dnia odbyło się wesele” (śpiew: Janusz Radek i Maciej Miecznikowski) | Zbigniew Książek | Piotr Rubik | 2:13  |
| 9.  | „Opuści człowiek ojca, matkę” (śpiew: Maciej Miecznikowski)                     | Zbigniew Książek | Piotr Rubik | 4:35  |
| 10. | „Oblubienica i Oblubieniec” (śpiew: Joanna Słowińska i Janusz Radek)            | Zbigniew Książek | Piotr Rubik | 4:36  |
| 11. | „Śmierć i trzy druhny z Kany Galilejskiej” (śpiew: Bogna Woźniak)               | Zbigniew Książek | Piotr Rubik | 2:45  |
| 12. | „Szatański, weselny chichot” (śpiew: Maciej Miecznikowski)                      | Zbigniew Książek | Piotr Rubik | 3:29  |
| 13. | „A oni wierzyć w to nie chcieli” (śpiew: Joanna Słowińska)                      | Zbigniew Książek | Piotr Rubik | 3:47  |
|     |                                                                                 |                  |             | 40:15 |

CD 2
| #   | Tytuł utworu                                                         | Słowa            | Muzyka      | Czas  |
| --- | -------------------------------------------------------------------- | ---------------- | ----------- | ----- |
|     | Część III – Weselne Gody w Słupi Nowej                               |                  |             |       |
| 1.  | Prolog części III (orkiestra)                                        |                  | Piotr Rubik | 2:21  |
| 2.  | „Drugi list do świętego Pawła” (śpiew: Bogna Woźniak)                | Zbigniew Książek | Piotr Rubik | 4:52  |
| 3.  | „Ślub w Sanktuarium Drzewa Krzyża Świętego” (śpiew: wszyscy soliści) | Zbigniew Książek | Piotr Rubik | 3:02  |
| 4.  | „Oblubieniec ” (śpiew: Janusz Radek)                                 | Zbigniew Książek | Piotr Rubik | 3:48  |
| 5.  | „Uczta weselna w Słupi Nowej” (śpiew: wszyscy soliści)               | Zbigniew Książek | Piotr Rubik | 4:25  |
| 6.  | „Przyśpiewka orszaku weselnego” (śpiew: chór)                        | Zbigniew Książek | Piotr Rubik | 2:08  |
|     | Część VI – Krzyż – A.D. 2000.                                        |                  |             |       |
| 7.  | Prolog części IV (orkiestra)                                         |                  | Piotr Rubik | 4:01  |
| 8.  | „Ten nie może być moim uczniem...” (śpiew: Maciej Miecznikowski)     | Zbigniew Książek | Piotr Rubik | 5:16  |
| 9.  | „Śmierć i cztery pory roku” (śpiew: Janusz Radek)                    | Zbigniew Książek | Piotr Rubik | 3:01  |
| 10. | „Świętokrzyska Golgota” (śpiew: wszyscy soliści)                     | Zbigniew Książek | Piotr Rubik | 3:18  |
|     | Finał                                                                |                  |             |       |
| 11. | „Co ma przeminąć to przeminie” (śpiew: wszyscy soliści)              | Zbigniew Książek | Piotr Rubik | 3:40  |
|     |                                                                      |                  |             | 38:32 |